# Sebastián Viera
Pour les articles homonymes, voir Viera.
Diego Sebastián Viera Galaín était un footballeur international uruguayen né le 3 juillet 1983 à Florida (Uruguay). Il évoluait au poste de gardien de but avant de devenir entraîneur. 
Son père, Mario Viera, était lui aussi footballeur et gardien de but. 
Il a aussi la nationalité italienne.

## Carrière

### En club
- CA Quilmes
- CA Florida
- 2004-2005 : Nacional
- 2005-2009 : Villarreal CF 89 matchs
- jan. 2010-déc. 2010 : AEL Larissa
- jan. 2011-juil. 2023 : Atlético Junior

### En équipe nationale
Il débute en équipe nationale en 2004 contre le Paraguay.
Il possède actuellement 25 sélections.